# 中山美穗
中山美穗（日语：／ Nakayama Miho，1970年3月1日—2024年12月6日），日本女演員、歌手，1980年後期人氣偶像。妹妹中山忍亦為演員。

## 生平
中山美穗出生於長野縣佐久市，在東京都小金井市長大。生前屬Big Apple事務所旗下藝人。身高158cm，體重45kg，血型O型，暱稱是。初中就讀小金井市立綠中學校，於第三年轉往東京都板橋區區立板橋第五中學校並於該校畢業。高中就讀東京都立北園高等學校兼讀制課程。
中一時在原宿被星探發掘，成為Box Corporation旗下的模特兒。期間曾擔任TDK「Splendor」錄音帶、隱形眼鏡電視廣告及少女漫畫雜誌《花與夢》的模特兒。及後加入Big Apple。
於1985年以偶像身份出道，是日本最具代表性的歌影兩棲藝人之一，在歌手與演員身份的成就皆有可觀之處；她曾參演多部大受歡迎的電視劇及電影。1995年出演电影《情书》，获得第20回日本报知电影奖最优秀女主角赏及第38回日本电影藍絲帶女主角赏。同年也憑藉電視劇《全为了你》获得第4回日剧学院赏最佳女主角，精湛的演技備受肯定。
1998年與木村拓哉参演电视剧《沉睡的森林》，获得第19回日剧学院赏最佳女主角。歌唱方面，於80年代末與大概同期出道的工藤靜香、浅香唯及南野陽子被稱為「四大偶像天后」。她擁有8支冠軍單曲，其中兩首破百萬，兩首均是她自身主演的電視劇主題曲，當中1993年發表的比世界上任何人（與WANDS合唱）銷售量近200萬張，更新當時女歌手單曲紀錄。1980年代出道的女歌手中，只有她與今井美樹能達到兩張百萬單曲如此成績；自1988年起連續7年受邀登場日本除夕夜大行跨年節目紅白歌合戰。中山美穗也在歌手活動期間在專輯裡廣泛地挑戰不同音樂風格，獲得好評。
除了以本名中山美穗的名義演出外，她曾以北山瑞穗（きたやま みずほ）和一咲（いっさく）為筆名，為歌曲填詞。
中山美穗於2002年6月3日結婚，丈夫辻仁成是一位小說家和音樂家，夫妻婚後移居法國巴黎。2004年1月，二人誕下一子。
2011年3月20日丈夫辻仁成在推特發布消息，於Youtube影音分享網站公開發表中山美穗填詞，辻仁成譜曲並伴奏的歌曲影片，名稱是《I am with you (とおくはなれてても)》，希望能溫暖2011年日本东北地方太平洋近海地震受災者的心。
2014年7月8日，中山與辻仁成離婚。辻仁成擁有長子的監護權。
2019年6月21日，中山美穗歌手出道34週年紀念日當天，發表了歌手回歸的計畫。12月4日發行睽違20年的新專輯《Neuf Neuf》，專輯收錄了三首新曲以及四首經典作品重唱，原訂於2020年3月1日，即中山美穗50歲生日當天舉行演唱會，但由於新冠肺炎在日本流行，美穗被迫取消兩場銷售一空的演唱會。

### 逝世
2024年12月6日，中山原定在大阪市的Billboard Live Osaka舉行「Miho Nakayama Christmas Concert 2024 in Billboard Live」演唱會，並計劃於上午9點在品川站與相關人員會合一起前往。但中山未如約現身，相關人員遂聯繫熟人前往她位於東京都澀谷區的住所查看，結果發現她倒在蓄滿水的浴缸中，呈前傾狀態。隨後立即報警，趕到現場的急救醫生在現場證實死亡，享年54歲。其後澀谷警察署進行了檢視，並由家屬確認了身份。
事務所相關人員最後一次與她聯繫是在前日晚間11點左右，之後，在6日凌晨2點30分左右，中山還曾給工作人員發送了一封與工作相關的電子郵件，但當時工作人員已經入睡，直到清晨起床後才發現該郵件，並於上午7點左右通過LINE給中山回覆，但信息一直未顯示已讀狀態。警方推測她可能是因洗澡時發生意外或病故，隨後解剖結果顯示，她的身體沒有明顯外傷，排除刑事案件可能，最終判定為「入浴過程時的意外事故」。
原定的演唱會於6日下午2點7分在中山的官方網站上宣布因「身體不適」而取消
，51分鐘後（下午2點58分），NHK便通過新聞網站和電視速報字幕傳播了中山的訃報。
同月12日，中山美穗的妹妹中山忍作為喪主舉行了家庭葬禮。另據報道，中山美穗居住在法國的兒子已暫時返回日本。據說他已經十年沒見過中山美穗了。。
如上所述，中山美穗憑藉電影和其他媒體在海外，尤其是在東亞地區廣受歡迎，她的死訊陸續被韓國、中國、香港、台灣、美國、英國和法國的媒體報道。。
在中山美穗的葬禮上，擔任喪主的妹妹中山忍發表了以下信息：

「致所有愛我姊姊的人」

感謝大家，我很高興地告訴大家，我姊姊中山美穗的葬禮一切順利。
應她家人的要求，我們舉行了私人葬禮。
一張姊姊穿著她最喜歡的連衣裙開心歌唱的近照被擺放在中央，聖壇上裝飾著她最喜歡的五彩繽紛的鮮花。華麗閃耀的氛圍，彷彿是她人生中最後的舞台。
雖然離我們告別只有幾天時間，但那些我們並肩枕著枕頭，凝視著姊姊的側影入睡的寧靜瞬間，如今已彌足珍貴。
最重要的是，我們讓姊姊與她摯愛的兒子重逢，她一直渴望兒子的幸福。兩人手牽手，輕輕擁抱的畫面，無比幸福。
非常感謝所有默默關注的媒體朋友，感謝你們的關懷。
姊姊是個勤勞的人。
她有點固執，卻又過於誠實，從不輕易表露自己脆弱的內心。她有勇氣面對未來，承擔所有責任。
她是我引以為傲的姊姊。
各位，請永遠不要忘記姊姊那迷人的笑容，
她仰望天空的姿態，
她的聲音，她的歌聲，還有她的指尖。
對我來說，她不僅是“我親愛的姊姊”，更是“你們的中山美穗”，是“永遠閃耀的星星”。 

今後，我會繼續努力成為演員，希望大家能想起她的時候，
能是那樣的時刻，
讓那段回憶溫暖起來。
如果你們能守護我，我將不勝感激。
無論順境逆境，
臨別時，姊姊總是
微笑著說：“好了，忍，剩下的就交給你了。”
直到最後…
我忍不住覺得她真是「像姊姊一樣」。
我們由衷感謝大家在我姊姊生前給予她的溫暖關懷和愛。
再次感謝你們。
非常感謝大家。
滿懷感激。

2024年12月12日

妹

中山忍

### 逝世之後
2025年，原定定期播出的《日本第一的爛男人 ※我的假家人們》（富士電視台）於1月9日播出了第一集（中山美穗還出現在23日播出的第三集中，她的妹妹中山忍隨後成為常規演員，實際上接替了她姊姊的角色），而她客串出演的《家政夫三田園》（朝日電視台）第七季第一集也於14日播出。以上兩部連續劇的末尾都增加了追加場景和字幕，以紀念中山美穗。
1月24日，宣布將於同年4月22日在東京國際論壇B7廳（東京丸之內）舉行「中山美穗告別儀式」。東京國際論壇也是中山美穗本人於2024年4月舉辦演唱會的場地，當時她微笑著對觀眾說：「希望再次見到你們」（儘管演唱會的場地與演唱會的場地不同）。。
4月22日，「中山美穗告別儀式：謝謝你Miporin～你的故事還沒結束」在東京國際論壇大廳B7廳舉行。她的肖像被安置在祭壇上，祭壇上裝飾著55朵她最愛的花大麗花，象徵著她3月1日的55歲生日，以及超過5000株當季鮮花，包括玫瑰和繡球花。場館內展出了她在演唱會和電視節目中穿過的13套服裝，包括她去世那天計劃穿的服裝，還有她的照片和專輯封面、她最喜歡的收錄機、一個洋娃娃和三把吉他。悼詞由福住彰（前King Records製作人）、岩井俊二和小泉今日子致詞。第一部分（下午1點至2點）約有700人參加，其中包括演藝圈內外的親密好友。第二部分（下午3點30分至5點30分）是粉絲獻花環節，約1萬人到場。
日本放送於4月26日下午6點至8點播出了題為《中山美穗P.S. I LOVE YOU FOREVER》的現場直播特別節目，同時也接受了聽眾的留言和請求。
6月18日，中山美穗出道40週年紀念演唱會「40週年紀念演唱會-Un-～P.S.I LOVE YOU」在東京澀谷NHK大廳舉行。現場座無虛席，每個人都在這場「催人淚下的現場表演」中哭泣。。

## 演出

### 連續劇
| 播放時間                      | 名稱                                        | 放送局                 | 角色                             | 共演                                           |
| ----------------------------- | ------------------------------------------- | ---------------------- | -------------------------------- | ---------------------------------------------- |
| 1985年1月8日〜3月26日         | 毎度おさわがせします                        | TBS                    | 森のどか                         | 篠ひろ子、木村一八、小野寺昭                   |
| 1985年8月17日                 | うちの子にかぎって…パート2 ※第1話ゲスト出演 | TBS                    | 高丘信子                         | 田村正和                                       |
| 1985年8月20日〜9月25日        | 夏之體驗物語                                | TBS                    | 主演・杉本由起                   | 吉幾三、網濱直子、少女隊                       |
| 1985年12月10日〜1986年3月25日 | 毎度おさわがせします2                       | TBS                    | 森のどか                         | 篠ひろ子、木村一八、小野寺昭                   |
| 1986年10月13日〜1987年3月23日 | 水手服反逆同盟（セーラー服反逆同盟）                          | 日本電視台             | 主演・山県ミホ                   | 仙道敦子、山本理沙、後藤恭子                   |
| 1986年10月16日〜12月18日      | な・ま・い・き盛り                          | 富士電視台             | 主演・木下加代子                 | 中村繁之                                       |
| 1987年4月14日〜6月16日        | 我的媽媽是偶像（ママはアイドル）                          | TBS                    | 主演・中山美穂                   | 三田村邦彦、後藤久美子、永瀨正敏               |
| 1987年10月22日〜12月24日      | 天生一對（おヒマなら来てよネ!）                                | 富士電視台             | 主演・佐竹希望、廣瀨洋子         | 松村雄基、工藤靜香、金山一彥                   |
| 1987年                        | 毎度おさわがせします3 ※ゲスト出演           | TBS                    |                                  | 勝野洋、立花理佐                               |
| 1988年7月8日〜9月23日         | 年輕太太法力無邊（）                        | TBS                    | 主演・広瀬友子                   | 三田村邦彦                                     |
| 1989年1月16日〜3月20日        | 君の瞳に恋してる!                           | 富士電視台             | 主演・高木瞳                     | 菊池桃子、藤田朋子、前田耕陽、大鶴義丹         |
| 1990年1月12日〜3月30日        | 畢業（）                                    | TBS                    | 主演・木下かおり                 | 織田裕二、仙道敦子、河合美智子、的場浩司       |
| 1990年10月15日〜12月17日      | 愛的迴旋曲（）                              | 富士電視台             | 主演・与田圭子                   | 柳葉敏郎、和久井映見、東幹久                   |
| 1991年10月7日〜12月16日       | 逢いたい時にあなたはいない…                 | 富士電視台             | 主演・大木美代子                 | 大鶴義丹、藤井フミヤ、風間トオル               |
| 1992年1月5日〜12月13日        | NHK大河劇 信長 KING OF ZIPANGU              | NHK                    | 高台院（木下藤吉郎妻）           | 緒形直人、菊池桃子、宇津井健                   |
| 1992年10月14日〜12月23日      | 我愛爸爸的情人（）                          | 富士電視台             | 主演・高野翼                     | 根津甚八、的場浩司、鶴田真由                   |
| 1994年1月7日〜3月25日         | もしも願いが叶うなら                        | TBS                    | 主演・毛利未来                   | 濱田雅功、濱崎貴司、岡田浩暉、渡邊滿里奈       |
| 1995年1月9日〜3月20日         | For You                                     | 富士電視台             | 主演・吉倉弥生                   | 高嶋政伸、高橋克典、森口博子、香取慎吾         |
| 1996年10月14日〜12月16日      | 美味關係（おいしい関係）                                | 富士電視台             | 主演・藤原百恵                   | 唐澤壽明、草彅剛、飯島直子                     |
| 1998年10月8日〜12月24日       | 沉睡的森林（眠れる森）                              | 富士電視台             | 主演・大庭（森田）実那子         | 木村拓哉、仲村徹、ユースケ・サンタマリア       |
| 2000年1月10日〜3月20日        | 二千年之恋（）                              | 富士電視台             | 主演・真代理得                   | 金城武、仲間由紀惠、東幹久                     |
| 2001年4月15日〜6月24日        | Love Story                                  | TBS                    | 主演・須藤美咲                   | 豐川悦司、加藤晴彦、香取慎吾                   |
| 2002年10月7日〜12月16日       | 遠離家園（ホーム&アウェイ）                                | 富士電視台             | 主演・中森楓                     | 西田尚美、小泉孝太郎、酒井若菜                 |
| 2014年5月25日〜7月13日        | 柏拉圖式（）                                | NHK BS Premium         | 主演・望月沙良                   | 堂本剛                                         |
| 2016年8月20日〜9月10日        | 賢者之愛                                    | WOWOW                  | 主演・高中真由子                 | 高岡早紀、龍星涼、田邊誠一                     |
| 2017年4月17日〜6月26日        | 貴族偵探（貴族探偵）                                | 富士電視台             | 重要出演・田中女僕               | 相葉雅紀、武井咲、仲间由纪惠                   |
| 2018年1月7日〜1月28日         | 平成細雪                                    | NHK BS Premium         | 主演・蒔岡鶴子                   | 高岡早紀、伊藤步、中村友理                     |
| 2018年4月19日                 | 未解決の女～警視庁文書捜査官～              | 朝日電視台             | 第1話特別出演・嶋野泉水          | 波瑠、鈴木京香、沢村一樹                       |
| 2018年10月〜12月              | 黃昏流星群                                  | 富士電視台             | 重要出演・瀧澤真璃子             | 佐佐木藏之介、黑木瞳                           |
| 2020年1月11日〜2月29日        | 看到他們就會明白（）                        | WOWOW                  | 主演・内田百百子                 | 木村多江、大島優子、生瀨勝久、上地雄輔、長野博 |
| 2021年3月19日                 | 西荻窪 三星洋酒堂（西荻窪 三ツ星洋酒堂）                       | 毎日放送MBS            | 最終話特別出演・才川尚美         | 町田啟太、藤原季節、森崎溫                     |
| 2021年4月12日                 | 腦科學律師 海堂梓Doubt （）                 | 東京電視台             | 冬川沙也加                       | 松下奈緒、佐藤隆太、奧田瑛二                   |
| 2021年4月30日〜7月2日         | 警視廳0系第五季（）                         | 東京電視台             | 保科玲                           | 小泉孝太郎、松下由樹、安達祐實                 |
| 2022年7月18日                 | 魔法翻新（魔法のリノベ）                                | 關西電視台・富士電視台 | 第1話特別出演・西崎萬智          | 波瑠、間宮祥太朗                               |
| 2025年1月9日、23日            | 日本第一的爛男人 ※我的假家人們（日本一の最低男 ※私の家族はニセモノだった）          | 富士電視台             | 第1話、第3話特別出演・園田美奈子 | 香取慎吾、志尊淳                               |
| 2025年1月14日                 | 家政夫三田園7（家政夫のミタゾノ 第7シーズン）                           | 朝日電視台             | 第1話特別出演・田中令子          | 松岡昌宏                                       |

### 單集電視劇
| 播放時間       | 名稱                                                                                    | 放送局           | 角色             | 共演                                               |
| -------------- | --------------------------------------------------------------------------------------- | ---------------- | ---------------- | -------------------------------------------------- |
| 1986年3月3日   | 月曜ドラマランド 藤子不二雄の夢カメラ 第1話「不思議少女・サヨコ」                       | 富士電視台       | 白鳥小夜子       | 小泉今日子、荻野目洋子                             |
| 1986年5月15日  | 木曜ドラマストリート あいつと私                                                         | 富士電視台       | 西田恵子         | 松村雄基                                           |
| 1987年4月2日   | な・ま・い・き盛りスペシャル                                                            | 富士電視台       | 木下加代子       | 中村繁之                                           |
| 1987年10月６日 | 火曜スーパーワイド 半熟ウィドゥ!未亡人は18才                                            | 朝日電視台       | 鈴本玉緒         | 鶴見辰吾、小堺一機                                 |
| 1987年10月2日  | パパはニュースキャスタースペシャル ※特別客串出演                                        | TBS              | 中山美穗（本人） | 田村正和                                           |
| 1988年12月20日 | 火曜スーパーワイド ミスマッチ                                                           | 朝日電視台       | 主演・杉原環     | 工藤静香、世良公則                                 |
| 1989年10月9日  | 君の瞳に恋してる!スペシャル                                                             | 富士電視台       | 主演・高木瞳     | 菊池桃子、藤田朋子、前田耕陽、大鶴義丹、西田光     |
| 1990年4月19日  | 世界奇妙物語 第1系列 「恐怖的觸感」                                                     | 富士電視台       | 主演・鮎川里美   | ジョニー大倉、坂田祥一郎、長野里美                 |
| 1990年12月26日 | 忠臣藏                                                                                  | TBS              | おかる           | 北野武                                             |
| 1991年1月23日  | 水曜グランドロマン いつか、サレジオ教会で                                               | 日本電視台       | 主演・山本妙子   | 吉田榮作                                           |
| 1992年8月27日  | ドラマシティ'92 アイシテイルと描いてみた                                                | 讀賣電視台       | 主演・ 谷川和代  | 藤田朋子、長谷川真弓、中村梓                       |
| 1994年1月3日   | 新春ドラマスペシャル94 仰げば尊し 第1話「2年C組の奇跡」                                 | 富士電視台       | 沢井千秋         | 内村光良、友坂理惠                                 |
| 1995年3月31日  | もしも願いが叶うなら 清く貧しく美しく でもハワイに行きたい あなたも願いが叶うスペシャル | TBS              | 主演・毛利未来   | 濱田雅功、濱崎貴司、岡田浩暉、渡邊滿里奈、久本雅美 |
| 1995年12月23日 | 聖夜の奇跡 第2話「聖者が街にやってくる」                                                | 富士電視台       | 野々村さつき     | 真田廣之                                           |
| 1999年8月27日  | ほんとにあった怖い話 「夏の訪問者」                                                     | 富士電視台       | 森井笙子         | 窪塚洋介、吉行和子                                 |
| 2001年12月30日 | 夫婦漫才 (テレビドラマ)                                                                 | TBS              | 主演・辻本ノブコ | 豐川悅司（監督・脚本）、甲本雅裕                   |
| 2012年3月20日  | ドラマ特別企画 終着駅〜トワイライトエクスプレスの恋                                     | TBS              | 主演・高津千絵   | 佐藤浩市                                           |
| 2013年6月25日  | 幸せになる3つの買い物 「マンションを買った女」                                          | 關西電視台       | 安藤睦           | 霧島麗香、柄本佑、松重豐                           |
| 2017年3月29日  | ドラマ特別企画 松本清張「花実のない森」                                                 | 東京電視台       | 江藤みゆき       | 東山紀之、小澤征悦、相武紗季、寺島進               |
| 2017年10月14日 | 世界奇妙物語 17秋之特別篇 「自由式母親」                                                | 富士電視台       | 細川房子         | 浅利陽介、高木星来、伊藤正幸、古館寬治             |
| 2019年5月18日  | コンフィデンスマンJPスペシャル 運勢編                                                   | 富士電視台       | 渡辺若葉         | 長澤正美、東出昌大、小日向文世、北村一輝、廣末涼子 |
| 2019年11月23日 | W的悲劇                                                                                 | NHK BSプレミアム | 和辻淑枝         | 土屋太鳳                                           |
| 2021年4月12日  | 脳科学弁護士 海堂梓 ダウト                                                              | TXネットワーク   | 冬川沙也加       | 松下奈緒、佐藤隆太、奥田瑛二                       |

### 電影
| 公開時間       | 名稱                             | 发行商                               | 角色             | 导演       | 共演                                           |
| -------------- | -------------------------------- | ------------------------------------ | ---------------- | ---------- | ---------------------------------------------- |
| 1985年12月14日 | Be-Bop-Highschool                | 東映                                 | 泉今日子         | 那須博之   | 清水宏次朗、仲村亨、宮崎萬純                   |
| 1986年8月9日   | Be-Bop-Highschool 高校與太郎哀歌 | 東映                                 | 泉今日子         | 那須博之   | 清水宏次朗、仲村亨、宮崎萬純                   |
| 1989年8月26日  | どっちにするの。                 | 東宝                                 | 桑田伸子         | 金子修介   | 真田廣之、風間徹、宮澤理惠                     |
| 1991年8月31日  | 抱緊我，就像那海浪一般（）       | 東宝                                 | 田中真理子       | 馬場康夫   | 織田裕二、松下由樹、別所哲也                   |
| 1995年3月25日  | 情書（Love Letter）              | アスミック・エースエンタテインメント | 渡邊博子／藤井樹 | 岩井俊二   | 豐川悦司、酒井美紀、柏原崇                     |
| 1997年10月18日 | 東京日和                         | 東宝                                 | 島津ヨーコ       | 竹中直人   | 竹中直人、松隆子                               |
| 2010年1月23日  | 再見，總有一天（サヨナライツカ）               | Asmik Ace                            | 真中沓子         | 李宰漢     | 西島秀俊、石田百合子                           |
| 2012年10月6日  | 巴黎鞋奏曲（）                   | 東映                                 | 勅使河原アオイ   | 北川悦吏子 | 向井理                                         |
| 2018年4月27日  | 橘子醬男孩（ママレード・ボーイ）                   | ワーナー ブラザース ジャパン         | 松浦千彌子       | 廣木隆一   | 桜井日奈子、吉沢亮、筒井道隆、谷原章介、檀れい |
| 2018年5月12日  | 當愛沉睡時（蝶の眠り）                   | KADOKAWA(角川映畫)                   | 松村涼子         | 鄭在恩     | 金材昱、永瀨正敏、石橋杏奈                     |
| 2019年1月25日  | 愛唄 -約束のナクヒト-            | 東映                                 | 橋野冴子         | 川村泰祐   | 横浜流星、清原果耶、財前直見、成海璃子         |
| 2019年10月25日 | 108～海馬五郎の復讐と冒険～      | Phantom Film                         | 海馬綾子         | 松尾勝幸   | 松尾勝幸                                       |
| 2020年1月17日  | 最後的情書                       | 東寶                                 | サカエ           | 岩井俊二   | 松隆子、廣瀨鈴、福山雅治、豐川悅司             |
| 2022年5月6日   | 殺人結業弒                       | Klock Worx                           | 筧井衿子         | 白石和彌   | 阿部貞夫、岡田健史、岩田剛典                   |

### 其他電視節目
- おはようスタジオ（1985年4月 - 9月23日，東京電視台）月曜日アシスタント
- パーティー野郎ぜ!（日语：パーティー野郎ぜ!）（1985年4月2日 - 9月24日，朝日電視台）アシスタント
- ドラマアカデミー大賞II（1994年3月30日、TBS）
- 日曜スペシャル「小泉今日子&中山美穂 二人は楽園ハンター!!（日语：小泉今日子&中山美穂 二人は楽園ハンター!!）」（1999年5月23日，日本電視台）
- ターニングポイント（1999年11月19日、ABC）- ナビゲーター
- 日曜スペシャル「中山美穂のカリブ楽園共和国（日语：中山美穂のカリブ楽園共和国）」（2000年10月22日，日本電視台）
- 中山美穂　ダンスアンダルシア（2002年5月26日、BS日テレ）
- 中山美穂・魂の旅 小説アルケミストの世界を旅して（2002年7月7日，NHK BS2）
- 趣味Do楽（日语：趣味Do楽）「パティシエ青木定治とつくる あこがれのパリ菓子」第7回・第8回（2013年1月21日・1月28日，NHK教育頻道） - 生徒役
- ザ・ノンフィクション（日语：ザ・ノンフィクション）（2021年12月19日、富士電視台） - 旁白
- 幸せのホテルが誘う旅〜ルレ・エ・シャトーへようこそ〜（2020年1月3日、BS-TBS） - 旅人（瑞士）
- 推しといつまでも（日语：推しといつまでも） #7「『中山美穂』が我が家にやってきてスーパーマリオに大苦戦！」（2023年5月29日、毎日放送・TBS系列）

### 舞台
- リーディング公演『HAKUTO〜白兎（しろうさぎ）〜』（2015年10月、博品館劇場（日语：博品館劇場））※ 中村メイコ（日语：中村メイコ）とダブルキャスト[46]
- 『魔術』（2016年3月 - 4月、東京本多劇場、ほか神戸、名古屋、高知、愛媛、仙台、北海道公演）
- 『葵上』『弱法師』-「近代能楽集（日语：近代能楽集）」-（東京公演：2021年11月8日 - 28日、東京環球劇場 / 大阪公演：2021年12月1日 - 5日、梅田芸術劇場 シアター・ドラマシティ（日语：梅田芸術劇場 シアター・ドラマシティ）） - 六条康子 / 桜間級子 役[47]
- 日本電視台開局70年紀念舞台劇『西遊記』（2023年11月3日 - 5日、オリックス劇場 / 11月10日 - 23日、博多座 / 12月27日 - 2024年1月2日、御園座 / 1月6日 - 28日、明治座） - 鐵扇公主 役[48][49]

### NHK紅白歌合戰出場紀錄
| 年份/屆數                 | 出場次數 | 曲目                                   | 出演次序 | 對戰歌手    | 備註                                                                 |
| ------------------------- | -------- | -------------------------------------- | -------- | ----------- | -------------------------------------------------------------------- |
| 1988年（昭和63年）/第39回 | 初       | Witches                                | 01/21    | 光GENJI     | 以紅組開場歌手出場，並代表紅組進行宣誓。                             |
| 1989年（平成元年）/第40回 | 2        | Virgin Eyes                            | 03/20    | 男鬥呼組    |                                                                      |
| 1990年（平成2年）/第41回  | 3        | 不說我愛你!                            | 02/29    | 吉田榮作    |                                                                      |
| 1991年（平成3年）/第42回  | 4        | Rosa                                   | 03/28    | 吉田榮作(2) |                                                                      |
| 1992年（平成4年）/第43回  | 5        | 比世界上任何人 （與搖滾樂團WANDS合唱） | 10/28    | 少年隊      | 在其中一個環節中，她與森高千里和西田光一起演唱了《小甜甜》的主題曲。 |
| 1993年（平成5年）/第44回  | 6        | 為了幸福                               | 14/26    | 少年隊(2)   |                                                                      |
| 1994年（平成6年）/第45回  | 7        | 只是想哭                               | 08/25    | 藤井郁彌    |                                                                      |

### 出演廣告
- TDK AD-S SPLENDOR （1983年 - 1984年）
- 明治製菓
  - コーンスナック （1984年）
  - アーモンドチョコレート、雪吻巧克力（2000年）
- 三得利 ジェットストリーム （1985年）
- 日立家電 Lo-D 8ミリビデオカメラ （1985年 - 1991年）
- 資生堂 インテグレート、ラステア （1986 - 1989年、1993年）
- 白兔牌 ブロン液W、新エスタックW、新エスタック12、エスタックイブ （1986年 - 1997年）
- 樂天 雪見だいふく、トッポ、アロマスティック他多数出演 （1987年 - 1995年）
- 丸昌（日语：丸昌） 晴れ着の丸昌 （1987 - 1990年）
- 星辰錶 ライトハウス （1988年 - 1989年）
- 協和銀行（日语：協和銀行） - 協和埼玉銀行 - 朝日銀行 （1990年 - 1992年）
- 朝日集團控股
  - 朝日飲料 ティークオリティ（1991年 - 1993年）
  - 朝日啤酒 アサヒSlat（すらっと）（2012年3月20日 - ）
- 全日空（1992年 - 1993年）
- エステDEミロード （1992年 - 1994年）
- 日產汽車
  - 日產Pulsar（日语：日産・パルサー） （1992年 - 1994年）
  - 日產Cefiro （1997年 - 1998年、與桃井薰共同演出）
- 東芝 新・GINGA、快速銀河、パワステヘッド他多数出演 （1992年 - 1996年）
- 角川書店 ザテレビジョン 正月超特大号＜お茶の間編＞ （1993年）
- 羅森 （1994年 - 1996年、與高嶋政伸、大塚寧寧、松本明子（日语：松本明子）、友坂理惠、矢田亞希子共同演出）
- 菲利普莫里斯國際 スーパーライト （1996年 - 1997年）
- UCC上島咖啡 UCCレギュラーコーヒー （1996年 - 1997年）
- 高絲
  - アンテリージェ、WHITIST（日语：WHITIST）、ドゥセーズルミナス、サロンスタイル（日语：サロンスタイル）（1996年 - 2003年）
  - KOSE ESPRIQUEシリーズ【ESPRIQUE Eclat】（2017年10月 - ）
- 麒麟控股
  - 麒麟啤酒
    - ラガー （與夏里遜福、唐澤壽明、伊東四朗（日语：伊東四朗）共同演出）
    - 一番搾り （與役所廣司、香取慎吾共同演出）

  - 麒麟飲料（日语：キリンビバレッジ） 茶来 （2005年 - ）
- NEC バリュースターNX （1998年 - 2001年、與星野亞希共同演出）
- 樂敦製藥 （1999年）
- ONWARD（日语：オンワード樫山） 23区 （1999年 - 2002年、與細川茂樹（日语：細川茂樹）共同演出）、自由区（2008年 - ）
- JCB （2001年 - 2002年）
- Max Factor イリューム （2006年 - ）
- ザ・コスギタワー （2006年）
- P&G 潘婷 （2006年、2011年2月）
- 日本可口可樂 喬亞 ヴィンテージーレーベル （2007年、與渡哲也（日语：渡哲也）共同演出）
- 味之素 やさしお （2007年 - 2008年）
- ドクターデヴィアス （2008年 - ）
- MVNE（2014年4月 - ）
- 山崎餅乾 ノアール（2017年12月 - ）

### 電台節目
- 中山美穂のまんまるキューピッド（日语：吉田照美のてるてるワイド#内包していた主な番組） （1985年10月 - 1987年3月，文化放送）
- 中山美穂 ちょっとだけええかっこC（日语：中山美穂 ちょっとだけええかっこC） （1985年10月12日 - 1990年3月18日，日本放送）
- 中山美穂 P.S. I LOVE YOU（日语：中山美穂 P.S. I LOVE YOU） （1990年3月24日 - 1995年6月24日，日本放送）
- 文化放送サタデープレミアム 中山美穂 "Neuf Neuf"ラジオ〜中山美穂35年の軌跡〜（2020年2月22日，文化放送）[50]

### 遊戲
- 中山美穗的心跳高校（中山美穂のトキメキハイスクール）（1987年12月1日、任天堂、FC磁碟機、廣告演出）

## 音樂作品

### 單曲
| #  | 發行日期       | 標題                                       | c/w曲                                            | Oricon最高名次 |
| -- | -------------- | ------------------------------------------ | ------------------------------------------------ | -------------- |
| 1  | 1985年6月21日  | 「C」                                      | スピード・ウェイ                                 | 12             |
| 2  | 1985年10月1日  | 生意気                                     | 「U」                                            | 8              |
| 3  | 1985年12月5日  | BE-BOP-HIGHSCHOOL                          | 放課後                                           | 4              |
| 4  | 1986年2月5日   | 色・ホワイトブレンド                       | ときめきの季節（シーズン）                       | 5              |
| 5  | 1986年5月16日  | クローズ・アップ                           | 瞳のかげり                                       | 4              |
| 6  | 1986年7月15日  | JINGI・愛してもらいます                    | Rising Love                                      | 4              |
| 7  | 1986年8月21日  | ツイてるねノッてるね                       | 泣かないわ                                       | 3              |
| 8  | 1986年11月21日 | WAKU WAKUさせて                            | ハートのスイッチを押して                         | 3              |
| 9  | 1987年3月18日  | 「派手!!!」                                | ジェラシー                                       | 2              |
| 10 | 1987年7月7日   | 50/50                                      | 斜めな愛を許して                                 | 2              |
| 11 | 1987年10月7日  | CATCH ME                                   | BAD BOY                                          | 1              |
| 12 | 1988年2月17日  | You're My Only Shinin' Star                | SHERRY                                           | 1              |
| 13 | 1988年7月11日  | 人魚姫 mermaid                             | In The Morning                                   | 1              |
| 14 | 1988年11月14日 | Witches                                    | 誓いを破って                                     | 1              |
| 15 | 1989年2月21日  | ROSÉCOLOR                                  | YOU AND I                                        | 1              |
| 16 | 1989年7月12日  | Virgin Eyes                                | サンクチュアリ〜Sanctuary〜                      | 2              |
| 17 | 1990年1月15日  | Midnight Taxi                              | 本気でも…                                        | 1              |
| 18 | 1990年3月21日  | セミスウィートの魔法                       | Save Your Love                                   | 3              |
| 19 | 1990年7月11日  | 女神たちの冒険                             | Too Fast, Too Close <Dance Version>              | 3              |
| 20 | 1990年10月22日 | 不說我愛你!                                | Without You                                      | 3              |
| 21 | 1991年2月12日  | これからのI Love You                       | 誰かが愛に…                                      | 3              |
| 22 | 1991年7月16日  | Rosa                                       | Dream                                            | 3              |
| 23 | 1991年11月1日  | 遠い街のどこかで…                          | Tell Me                                          | 3              |
| 24 | 1992年4月1日   | Mellow                                     | Silent                                           | 3              |
| 25 | 1992年10月28日 | 比世界上任何人 （中山美穂&WANDS）          | 比世界上任何人〈PART II〉（世界中の誰よりきっと〈PART II〉） （中山美穂&WANDS） | 1              |
| 26 | 1993年4月21日  | 幸せになるために                           | P.S. 夏の国から                                  | 4              |
| 27 | 1993年7月7日   | あなたになら…                              | Holiday                                          | 8              |
| 28 | 1994年2月9日   | 只是想哭                                   | 只是想哭 (Another Edition)（ただ泣きたくなるの (Another Edition)）                   | 1              |
| 29 | 1994年6月8日   | Sea Paradise -OLの反乱-                    | 何度でも愛せるから                               | 9              |
| 30 | 1994年12月14日 |                               | HERO（アカペラバージョン）                           | 8              |
| 31 | 1995年5月17日  | CHEERS FOR YOU                             | CHEERS FOR YOU (DANCE MIX)                       | 17             |
| 32 | 1995年7月21日  | Hurt to Heart〜痛みの行方〜                | I LOVE YOU                                       | 10             |
| 33 | 1996年2月16日  | Thinking about you〜あなたの夜を包みたい〜 | Angel                                            | 13             |
| 34 | 1996年6月7日   | True Romance                               | 不意のKiss                                       | 37             |
| 35 | 1996年11月1日  | 給未來的禮物 （中山美穂 with MAYO）        | Darlin'                                          | 6              |
| 36 | 1997年6月4日   | マーチカラー                               | SHINING FOR YOU                                  | 29             |
| 37 | 1998年4月8日   | LOVE CLOVER                                | empty pocket                                     | 14             |
| 38 | 1999年5月19日  | A Place Under the Sun                      | A Place Under the Sun (Reversion) noon moon      | 40             |
| 39 | 1999年9月16日  | Adore                                      | Adore (for movie) Sweetest Lover                 | 35             |

### 配信限定單曲
- STARDUST（日语：スターダスト (曲)） （2000年7月7日）
- Lagrimas Negras （2000年10月20日）
- キミがいるから （2000年12月15日）
- I am with you（とおくはなれてても）(YouTube)（2011年3月21日）

### 音樂專輯

#### 原創專輯
| #  | 發行日期       | 標題                  | Oricon最高名次 |
| -- | -------------- | --------------------- | -------------- |
| 1  | 1985年8月21日  | 「C」                 | 11             |
| 2  | 1985年12月18日 | AFTER SCHOOL          | 13             |
| 3  | 1986年7月1日   | SUMMER BREEZE         | 8              |
| 4  | 1986年12月18日 | EXOTIQUE              | 6              |
| 5  | 1987年7月15日  | ONE AND ONLY          | 3              |
| 6  | 1988年2月10日  | CATCH THE NITE        | 1              |
| 7  | 1988年7月11日  | Mind Game             | 2              |
| 8  | 1988年12月5日  | angel hearts          | 3              |
| 9  | 1989年9月5日   | Hide'n' Seek          | 1              |
| 10 | 1989年12月5日  | Merry Merry           | 9              |
| 11 | 1990年3月16日  | All For You           | 3              |
| 12 | 1990年7月18日  | Jeweluna              | 3              |
| 13 | 1991年3月15日  | Dé eaya               | 2              |
| 14 | 1992年6月10日  | Mellow                | 3              |
| 15 | 1993年6月23日  | わがままな あくとれす | 4              |
| 16 | 1994年6月8日   | Pure White            | 3              |
| 17 | 1995年9月30日  | Mid Blue              | 7              |
| 18 | 1996年6月1日   | Deep Lip French       | 13             |
| 19 | 1997年6月21日  | Groovin' Blue         | 28             |
| 20 | 1998年6月10日  | OLIVE                 | 9              |
| 21 | 1999年9月16日  | manifesto             | 29             |
| 22 | 2019年12月4日  | Neuf Neuf             | 28             |

#### 精選專輯
| #  | 發行日期       | 標題                                     | Oricon最高名次 |
| -- | -------------- | ---------------------------------------- | -------------- |
| 1  | 1987年11月15日 | COLLECTION                               | 1              |
| 2  | 1989年3月20日  | Ballads                                  | 2              |
| 3  | 1990年11月21日 | COLLECTION II                            | 2              |
| 4  | 1991年12月24日 | Miho's Select                            | 1              |
| 5  | 1993年1月20日  | Dramatic Songs                           | 2              |
| 6  | 1993年11月26日 | Blanket Privacy                          | 9              |
| 7  | 1995年3月1日   | COLLECTION III                           | 3              |
| 8  | 1996年12月18日 | Ballads II                               | 25             |
| 9  | 1997年4月7日   | TREASURY                                 | 3              |
| 10 | 2001年3月7日   | YOUR SELECTION 1                         | 28             |
| 11 | 2001年3月7日   | YOUR SELECTION 1                         | 62             |
| 12 | 2001年3月7日   | YOUR SELECTION 1                         | 67             |
| 13 | 2001年3月7日   | YOUR SELECTION 1                         | 68             |
| 14 | 2006年2月1日   | COLLECTION IV                            | 300+           |
| 15 | 2006年3月1日   | Complete SINGLES BOX                     | 147            |
| 16 | 2010年7月7日   | 中山美穂 パーフェクト・ベスト            | 105            |
| 17 | 2013年10月2日  | 中山美穂 パーフェクト・ベスト2           | 133            |
| 18 | 2015年7月22日  | 30th Anniversary THE PERFECT SINGLES BOX | 169            |
| 19 | 2020年12月23日 | All Time Best                            | 24             |

#### Remix專輯
- 以下四張Remix專輯均有收錄於2006年發行的Complete SINGLES BOX（日语：Complete SINGLES BOX）。

| # | 發行日期       | 標題                                               | Oricon最高名次 |
| - | -------------- | -------------------------------------------------- | -------------- |
| 1 | 1988年10月21日 | Makin' Dancin'                                     | 2              |
| 2 | 1991年7月25日  | DANCE BOX                                          | 3              |
| 3 | 1997年12月3日  | THE REMIXES MIHO NAKAYAMA MEETS New York GROOVE    | 57             |
| 4 | 1998年1月9日   | THE REMIXES MIHO NAKAYAMA MEETS Los Angeles GROOVE | 80             |

#### 現場專輯
| # | 發行日期                                        | 標題                                             | Oricon最高名次 |
| - | ----------------------------------------------- | ------------------------------------------------ | -------------- |
| 1 | 1986年8月1日                                    | VIRGIN FLIGHT '86 中山美穂ファースト・コンサート | 19             |
| 2 | 1994年11月23日（限定盤） 1995年3月1日（通常盤） | Pure White Live '94                              | 15             |

### 影像作品
| #  | 發行日期       | 標題                                                                    |
| -- | -------------- | ----------------------------------------------------------------------- |
| 1  | 1985年11月21日 | na・ma・i・ki                                                           |
| 2  | 1986年7月21日  | VIRGIN FLIGHT '86 MIHO NAKAYAMA FIRST CONCERT                           |
| 3  | 1988年4月5日   | CATCH ME MIHO NAKAYAMA LIVE '88                                         |
| 4  | 1988年12月21日 | 心の夜明け L'Aube de mon cœur                                           |
| 5  | 1989年7月5日   | WHUU!! NATURAL Live at Budokan '89                                      |
| 6  | 1990年9月10日  | 美・ファンタジー/中山美穂おしゃれのすべて                               |
| 7  | 1990年12月5日  | LOVE SUPREME Miho Nakayama Selection '90                                |
| 8  | 1990年12月21日 | Destiny                                                                 |
| 9  | 1991年7月21日  | MIHO NAKAYAMA CONCERT TOUR '91 MIHO THE FUTURE, MIHO THE NATURE         |
| 10 | 1992年7月4日   | Mellow                                                                  |
| 11 | 1992年12月4日  | LIVE IN "Mellow" MIHO NAKAYAMA CONCERT TOUR '92                         |
| 12 | 1993年12月10日 | MIHO NAKAYAMA CONCERT TOUR '93 On My Mind                               |
| 13 | 1996年3月16日  | Miho Nakayama Concert Tour '95 f                                        |
| 14 | 1996年12月21日 | Miho Nakayama Concert Tour '96 Sound of Lip                             |
| 15 | 1998年12月23日 | MIHO NAKAYAMA TOUR '98 Live・O・Live                                    |
| 16 | 2003年7月24日  | Miho Nakayama Complete DVD BOX                                          |
| 17 | 2023年11月22日 | Miho Nakayama 38th Anniversary Concert -Trois-                          |
| 18 | 2024年11月27日 | Miho Nakayama Concert Tour 2024 -Deux-                                  |
| 19 | 2025年3月19日  | 〜Miho Nakayama 40th Anniversary〜 中山美穂「ザ・ベストテン」永久保存版 |

## 演唱會

### 巡迴演唱會
- VIRGIN FLIGHT（1986年） - 全国5公演
- MIHO NAKAYAMA 1986 AUGUST - OCTOBER CONCERT "VIRGIN FLIGHT in Summer"（1986年） - 全国26公演
- CONCERT '87 美穂+WAKU WAKUさせて（1987年） - 東名阪6公演
- ONE AND ONLY これっきゃない!（1987年） - 全国30公演
- MIHO Catch '88（1988年） - 全国63公演
- 1988 Japan Concert Tour "Miho Catch '88 Summer"（1988年） - 全国58公演
- 1989 SPRING TOUR "WHUU!! NATURAL"（1989年） - 全国45公演
- 1989 Summer Live "The Natural Syndrome"（1989年） - 全国50公演
- Japan Spring Concert Tour 1990 "Koiiro"（1990年） - 全国35公演
- '90 MIDSUMMER CONCERT TOUR "真夏の夜の熱帯夢 A REVUE ON THE ROOF"（1990年） - 全国28公演
- MIHO NAKAYAMA CONCERT TOUR '91 "MIHO the FUTURE, MIHO the NATURE"（1991年） - 全国40公演
- MIHO NAKAYAMA CONCERT TOUR '92 "Mellow 月の輝く未来あるいは、ムーンライト・キス"（1992年） - 全国35公演
- MIHO NAKAYAMA CONCERT TOUR '93 "On My Mind"（1993年） - 全国34公演
- Miho Nakayama Concert Tour '94 "Pure White"（1994年） - 全国39公演
- Miho Nakayama Concert Tour '95 "f"（1995年） - 全国34公演
- MIHO NAKAYAMA CONCERT TOUR '96 "Sound of Lip"（1996年） - 全国32公演
- Miho Nakayama CONCERT TOUR '97 "Groovin' Blue"（1997年） - 全国38公演
- MIHO NAKAYAMA TOUR '98 "Live・O・Live"（1998年） - 全国29公演
- Miho Nakayama Concert Tour 1999（1999年） - 全国19公演
- Miho Nakayama Live House Tour 1999 "manifesto"（1999年） - 全国7公演
- Miho Nakayama Billboard Live 2022 -  東京2公演
- Miho Nakayama Concert Tour 2023 -Trois（2023年） - 全国8公演
- Miho Nakayama Concert 2023 - ciao ciao ciao! - (2023年） - 東京2公演、愛知1公演
- Miho Nakayama Christmas Concert 2023 - 東京4公演

### 活動
- EAST FIRST LIVE '86（讀賣樂園EAST、1986年11月9日）
- 美穂といっしょにWAKUWAKUクリスマス（後楽園ホール、1986年12月22日）
- 札幌雪祭（1987年）
- 十日町雪まつり（1987年）
- 広島平和音楽祭（1987年）
- フェスタしずおか（1987年）
- 廣島鮮花節（1987年）※大量歌迷湧入導致表演中止
- Deux Côtés 一夜限りのスペシャルLIVE（2024年9月20日）at duo MUSIC EXCHANGE

## 出版物
- 一生懸命 中山美穂写真集（1985年、ワニブックス（日语：ワニブックス）） - 寫真集
- 透明でいるよ めいっぱい女の子（1985年、ワニブックス） - 隨筆集
- 美穂がんばる（1986年、集英社） - 寫真集
- どっちにするの。（1989年、集英社） - 寫真集
- アンビバレンス Ambivalence 中山美穂写真集（1989年、ワニブックス）
- SCENA miho nakayama pictorial（1991年、ワニブックス） - 寫真集
- P.S. I LOVE YOU（1991年、日本放送出版／1995年、扶桑社文庫（日语：扶桑社文庫）） - 隨筆集
- LETTERS in Love Letter 中山美穂写真集（1995年、ワニブックス）
- 中山美穂 in 映画『東京日和』（1997年、ワニブックス） - 寫真集
- アタシと私（日语：アタシと私）（1997年、幻冬舍／1999年、幻冬舎文庫（日语：幻冬舎文庫）） - 戀愛小說
- ANGEL（1998年、ワニブックス） - 寫真集
- なぜなら やさしいまちが あったから（日语：なぜなら やさしいまちが あったから）（2009年、集英社／2012年、集英社文庫） - 影像式論文集

## 獎項

### 音樂
- 1985年：第27回日本唱片大獎 最優秀新人獎 - 「C」
- 1985年：第23回金箭獎（日语：ゴールデン・アロー賞） 最優秀新人獎
- 1986年：第13回決定!FNS歌謠祭 優秀音樂獎 - 「WAKU WAKUさせて」
- 1986年：第28回日本唱片大獎 金獎 - 「ツイてるねノッてるね」
- 1987年：第18回銀座音樂祭（日语：銀座音楽祭） 金獎
- 1988年：第21回日本唱片銷售大獎（日语：オリコン年間ランキング）LP部門
- 1988年：第15回決定!FNS歌謠祭 大獎 - 「Witches」
- 1988年：第30回日本唱片大獎 金獎 -  「You're My Only Shinin' Star」
- 1988年：第26回金箭獎 音樂獎
- 1989年：第2回日本金唱片大獎 最佳藝人
- 1989年：第2回日本金唱片大獎 最佳專輯（女性偶像部門） - 『COLLECTION』
- 1990年：第3回日本金唱片大獎 最佳藝人
- 1993年：第6回日本金唱片大獎 專輯獎（女性偶像部門） - 『Miho's Select』
- 1994年：第7回日本金唱片大獎 BEST 5 SINGLE 獎 - 「比世界上任何人」（世界中の誰よりきっと）
- 1994年：第12回JASRAC獎 金獎 - 「世界中の誰よりきっと」
- 1994年：日本作詞家協會（日语：日本作詩家協会）獎 - 「世界中の誰よりきっと」
- 2024年：第66回日本唱片大獎 - 特別功勞獎 [52]

### 電影
- 《抱緊我，就像那海浪一般（日语：波の数だけ抱きしめて）》
  - 第15回日本電影學院獎 話題獎（演員部門）
- 《情書》（Love Letter）
  - 第20回報知電影獎 主演女優賞
  - 第17回橫濱電影節 主演女優賞
  - 第10回高崎電影節（日语：高崎映画祭） 最優秀主演女優賞
  - 第38回藍絲帶獎 主演女優賞
- 《東京日和》
  - 第21回日本電影學院獎 優秀主演女優獎
  - 第12回高崎電影節 最優秀主演女優賞

### 電視劇
- 1995年：第4回日劇學院賞 主演女優賞 - 《For You（日语：For_You_(テレビドラマ)）》
- 1998年：第19回日劇學院賞 主演女優賞 - 《沉睡的森林》（眠れる森）

### 其他
- 1987年：黃金飛翔獎（日语：エランドール賞）新人獎

## 外部連結
- 官方網站（页面存档备份，存于）
- 中山美穗在互联网电影资料库（IMDb）上的資料（英文）
- 在AllMovie上中山美穗的頁面（英文）
- 中山美穗在豆瓣上的资料（简体中文）
- 中山美穗在时光网上的簡介（简体中文）
- 中山 美穂 KING RECORDS OFFICIAL SITE（页面存档备份，存于）
- 中山美穂 Staff的X（前Twitter）
- MIHO NAKAYAMA的Instagram帳戶
- YouTube上的中山美穂 Official YouTube Channel頻道